# Teorii ale eterului
Teoriile eterului din fizică propun existența unui mediu, eterul, de la cuvântul grecesc (αἰθήρ), însemnând „aer superior” sau „aer pur, proaspăt”), o substanță sau câmp care umple spațiul, considerat necesar ca mediu de transmisie pentru propagarea forței electromagnetice și forței gravitaționale. Diversele teorii ale eterului cuprind conceptele acestui „mediu” și ale acestei „substanțe”. Acest eter de la începutul epocii moderne nu are prea multe în comun cu eterul elementelor clasice de la care a fost împrumutată denumirea sa. De la elaborarea teoriei relativității restrânse, teoriile care implică eterul ca substanță au ieșit din uzul fizicii moderne și au fost înlocuite cu modele mai abstracte.

## Modele istorice

### Eter luminifer
Isaac Newton a sugerat existența unui eter în A Treia Carte a Opticii (1718): „Nu trebuie ca acest mediu eteric la ieșirea sa din apă, sticlă, cristal și alte corpuri compacte și dense, în spații goale, să devină gradual din ce în ce mai dens, și așa să refracte razele de lumină nu într-un punct, ci îndoindu-le gradual în linii curbe? ... Nu este acest mediu mult mai rar în interiorul corpurilor dense ale Soarelui, stelelor, planetelor și cometelor, decât în spațiul celestial gol dintre ele? Și trecând din ele pe distanțe mari, nu devine el din ce în ce mai dens la nesfârșit, cauzând astfel gravitarea acestor corpuri mari unul înspre celălalt și a părților lor către corpurile lor; fiecare corp mergând dinspre părțile dense ale mediului spre cele mai rare?”
În secolul al XIX-lea, eterul luminifer, însemnând eterul purtător-de-lumină, a fost un mediu propus teoretic pentru propagarea luminii (radiației electromagnetice). Totuși, o serie de experimente tot mai complexe au fost efectuate la sfârșitul anilor 1800, precum Experimentul Michelson-Morley în încercarea de a detecta mișcarea Pământului prin eter, însă fără succes. Un număr de teorii ale tragerii eterului propuse ar putea explica lipsa de rezultate, dar acestea erau mai complexe și tindeau să folosească coeficienți și ipoteze fizice aparent arbitrare. Joseph Larmor a considerat eterul după modelul unui câmp magnetic mișcător produs de accelerația electronilor.
James Clerk Maxwell a spus despre eter că „În mai multe părți ale acestui tratat s-a făcut o încercare de a explica fenomenele electromagnetice prin intermediul acțiunii mecanice transmise de la un corp la altul prin intermediul unui mediu care ocupă spațiul dintre acestea. Și teoria ondulatorie a luminii presupune existența unui mediu. Trebuie să arătăm acum că proprietățile mediului electromagnetic sunt identice cu cele ale mediului luminifer.”
Hendrik Lorentz și George Francis FitzGerald au dat o soluție mai elegantă în cadrul teoriei eterului a lui Lorentz explicând cum mișcarea unui eter absolut ar putea să nu fie detectabilă (contracția lungimii), dar dacă ecuațiile lor erau corecte, teoria relativității restrânse din anul 1905 a lui Albert Einstein putea produce aceleași formule fără niciun eter. Astfel, majoritatea fizicienilor au ajuns la concluzia că această noțiune timpurie modernă a eterului luminifer nu era un concept util. Einstein a declarat totuși că acest punct de vedere era prea radical și premonitoriu și că teoria sa a relativității avea totuși nevoie de prezența unui mediu cu anumite proprietăți.

### Eter gravitațional mecanic
Din secolul al XVI-ea până la sfârșitul secolului al XIX-lea, fenomenele gravitaționale au mai fost modelate și pe baza unui eter. Cea mai cunoscută formulare este cea a teoriei gravitaționale Le Sage, deși au mai fost propuse modele și de Isaac Newton, Bernhard Riemann și Lord Kelvin. Niciunul dintre aceste concepte nu este considerat a fi viabil de către comunitatea științifică de astăzi.

## Interpretări nestandard din fizica modernă

### Relativitatea generală
Einstein a folosit uneori cuvântul eter pentru câmpul gravitațional din relativitatea generală, însă această terminologie nu s-a bucurat de o largă adoptare.
„Putem spune, conform teoriei generalizate a relativității, că spațiul este înzestrat cu calități fizice; în acest sens, există deci, un eter. Conform teoriei generalizate a relativității spațiul fără eter este de neconceput; pentru că într-un asemenea spațiu nu ar avea loc nicio propagare a luminii, dar nici nu ar putea exista etaloane de spațiu și timp (tije de măsurare și ceasuri), și, deci nici vreun interval spațiu-timp în sens fizic. Însă acest eter nu poate fi gândit ca fiind înzestrat cu caracteristica calitativă a mediilor ponderabile și a consta din părți ce pot fi urmărite în timp. Ideea de mișcare nu îi poate fi aplicată.”

### Vidul cuantic
Mecanica cuantică poate fi folosită pentru descrierea spațiu-timpului ca fiind negol la scară foarte mică, fluctuând și generând perechi de particule care apar și dispar incredibil de rapid. Unii ca Paul Dirac au sugerat că acest vid cuantic poate fi echivalentul din fizica modernă al unui eter corpuscular. Totuși, ipoteza eterului Dirac a fost motivată de dezamăgirea sa față de electrodinamica cuantică și nu a obținut sprijinul comunității științifice principale.
Robert B. Laughlin, laureat Nobel pentru fizică, numit decan în fizică la Universitatea Stanford, a spus despre eterul din fizica teoretică contemporană:
„Este o ironie că cea mai creativă operă a lui Einstein, teoria realivității generalizate, ar trebui să se reducă la conceptualizarea spațiului ca un mediu când premiza lui inițială [în relativitatea restrânsă] a fost aceea că nu există un asemenea mediu [..] Cuvântul 'eter' are conotații extrem de negative în fizica teoretică datorită asocierii sale anterioare cu opoziția la relativitate. Asta nu e bine deoarece, fără aceste conotații, acesta surprinde frumos modul în care cei mai mulți fizicieni gândesc de fapt despre vid.  . . . Relativitatea de fapt nu spune nimic despre existența sau inexistența vreunei materii care inundă universul, ci doar că o asemenea materie trebuie să aibă simetrie relativistă. [..] Se pare că există o astfel de materie. Cam pe când relativitatea era acceptată, studiile radioactivității au început să arate că vidul gol al spațiului are o structură spectroscopică similiară cu cea a solidelor și lichidelor cuantice obișnuite. Studiile ulterioare cu acceleratoare mari de particule ne-au condus la înțelegerea spațiului mai mult ca pe o bucată de geam de fereastră decât pustietatea Newtoniană ideală. Acesta este umplut cu 'lucruri' care sunt normal transparente dar pot fi făcute vizibile lovindu-le suficient de tare pentru a extrage o parte din ele. Conceptul modern de vid al spațiului, confirmat experimental zilnic, este un eter relativist. Dar nu îi spunem așa deoarece este un subiect tabu.”

### Undele pilot
Louis de Broglie a afirmat că „orice particulă, care este izolată vreodată, trebuie să fie imaginată în «contact energetic» continuu cu un mediu ascuns.”

## Conjecturi și propuneri
Potrivit punctelor de vedere filozofice ale lui, Dirac, Bell, Polyakov, ’t Hooft, Laughlin, de Broglie, Maxwell, Newton și ale altor teoreticieni, poate exista un mediu cu proprietăți fizice care să umple spațiul 'gol', un eter, permițând desfășurarea proceselor fizice observate.
Albert Einstein, în anul 1894 sau 1895: „Viteza unei unde este proporțională cu rădăcina pătrată a forțelor elastice care [îi] provoacă propagarea, și invers proporțională cu masa eterului dislocat de aceste forțe.”
Albert Einstein în 1920: „Putem spune, conform teoriei generalizate a relativității, că spațiul este înzestrat cu calități fizice; în acest sens, există deci, un eter. Conform teoriei generalizate a relativității spațiul fără eter este de neconceput; pentru că într-un asemenea spațiu nu ar avea loc nicio propagare a luminii, dar nici nu ar putea exista etaloane de spațiu și timp (tije de măsurare și ceasuri), și, deci nici vreun interval spațiu-timp în sens fizic. Însă acest eter nu poate fi gândit ca fiind înzestrat cu caracteristica calitativă a mediilor ponderabile și a consta din părți ce pot fi urmărite în timp. Ideea de mișcare nu îi poate fi aplicată.”
Paul Dirac a scris în anul 1951: „Cunoașterea fizică a avansat mult din 1905, în special prin apariția mecanicii cuantice, iar situația [privind plauzabilitatea științifică a eterului] s-a modificat din nou. Dacă examinăm problema în lumina cunoașterii de azi, descoperim că eterul nu mai este exclus de către relativitate, și se pot avansa acum motive întemeiate pentru postularea unui eter ... Acum avem viteza în toate punctele de spațiu-timp, care joacă un rol fundamental în electrodinamică. Este normal să o privim ca pe viteza unui lucru fizic real. Astfel, cu noua teorie a electrodinamicii [vid umplut cu particule virtuale] suntem chiar forțați să avem un eter”.
În anul 1986 John Bell, intervievat de Paul Davies în „Fantoma unui atom” a sugerat că o teorie a eterului ar putea rezolva paradoxul EPR introducând un cadru de referință în care semnalele se deplasează mai repede decât lumina. El sugerează că contracția Lorentz este perfect coerentă, și nu este neconsecventă cu relativitatea, și ar putea produce o teorie a eterului perfect consecventă cu experimentul Michelson-Morley. Bell sugerează că eterul a fost respins pe nedrept numai din considerente filozofice: „ce nu este observabil nu există” [p. 49]. Einstein a găsit că teoria fără eter este mai simplă și mai elegantă, însă Bell sugerează că aceasta nu îl exclude. Pe lângă argumentele bazate pe interpretarea sa a cuanticii mecanice, Bell sugerează și reînvierea eterului deoarece acesta este un instrument pedagogic util. Adică, multe probleme sunt rezolvate mai ușor dacă ne imaginăm existența unui eter.
Einstein a remarcat că „Dumnezeu nu joacă barbut cu Universul”. Iar cei care îi dau dreptate caută o teorie a eterului clasică, deterministă, care ar transforma predicțiile mecanicii cuantice într-o aproximație statistică, o teorie cu variabile ascunse. În special, Gerard 't Hooft a conjecturat că: „Nu ar trebui să uităm că mecanica cuantică nu descrie cu adevărat ce fel de fenomene dinamice se petrec de fapt, ci doar ne dă rezultate probabilistice. Mie mi se pare extrem de plauzibil că orice teorie rezonabilă a dinamicii la scala Planck scale va conduce la procese atât de complicat de descris, încât ne putem aștepta la fluctuații aparent stocastice în orice teorie aproximativă care descrie efectele acestor lucruri la scări mult mai mari. Pare destul de rezonabil să încercăm mai întâi o teorie clasică, deterministă, pentru domeniul Planck. Am putea specula apoi că ceea ce numim azi mecanică cuantică, ar putea fi nimic altceva decât o tehnică ingenioasă de gestionare statistică a acestei dinamici.” În articolul lor Blasone, Jizba și Kleinert „au încercat să întruchipeze propunerea recentă a lui G. ’t Hooft în care teoria cuantică este privită nu ca o teorie a câmpului completă, ci de fapt ca un fenomen emergent care apare dintr-un nivel mai profund al dinamicii. Dinamica de la bază este privită ca mecanică clasică cu Lagrangieni singulari alimentați cu o condiție corespunzătoare de pierdere a informației. Cu presupuneri plauzibile desprea natura reală a dinamicii limitative, se arată că teoria cuantică apare când algoritmul clasic Dirac-Bergmann pentru dinamica limitativă este aplicat integralei de traiectorie clasică [...].”
Louis de Broglie, „Dacă presupunem un mediu sub-cuantic ascuns, cunoașterea naturii sale pare să fie de dorit. Sigur că are un caracter destul de complex. Nu ar putea servi ca un mediu de referință universal, deoarece ar contrazice teoria relativității.”
În anul 1982, Ioan-Iovitz Popescu, un fizician român, a scris că eterul este „o formă de existență a materiei, dar diferă calitativ față de substanțele obișnuite (atomice și moleculare) sau radiație (fotoni)”. Fluidul eteric este „condus de principiul inerției și prezența sa produce o modificare a geometriei spațio-temporale”. Construită pe baza corpusculilor ultra-lumești ai lui Le Sage, teoria lui Popescu propune existența unui univers finit „umplut cu niște particule de masă extrem de mică, care se deplasează haotic cu viteza luminii”, iar corpurile materiale sunt „făcute din astfel de particule numite eteroni”.
Sid Deutsch, un profesor de inginerie electrică și bioinginerie, a conjecturat că trebuie să existe o particulă de eter „sferică, în rotație" pentru a „trasnporta undele electromagnetice” și i-a calculat diametrul și masa folosind densitatea materiei întunecate.
Un model bazat pe fluidul Fermi degenerat, „compus în principal din electroni și pozitroni” având consecința unei viteze a luminii descrescătoare „cu timpul la scara vârstei universului” a fost propus de Allen Rothwarf. Într-o extindere cosmologică, modelul a fost „extins pentru a prezice o expansiune în încetinire a universului”.